# انیمج
انیمج (به انگلیسی: Animage) یک مجله انیمه و سرگرمی ژاپنی است که توکوما شوتن در ژوئیه ۱۹۷۸ شروع به انتشار آن کرد. مانگای معروف بین‌المللی هایائو میازاکی، نائوشیکا از دره باد، از سال ۱۹۸۲ تا ۱۹۹۴ در این مجله متشر می‌شد. از دیگر عناوین سریال شده در انیمیشن می‌توان به Ocean Waves (1990–1992)، رمانی از Saeko Himuro اشاره کرد که بعداً با همین عنوان به یک فیلم تلویزیونی تبدیل شد.

## تاریخچه
انیمج در سال 1978 به عنوان اولین مجله اختصاص داده شده به انیمیشن و کمیک با هدف عموم مردم و نه افراد حرفه ای تأسیس شد. در سال ۲۰۰۷ این مجله نسخه آنلاین خود را آغاز کرد.

## جایزه بزرگ انیمه
جایزه بزرگ انیمه (به انگلیسی: The Anime Grand Prix) یک جایزه سالانه است که با توجه به آرا خوانندگان، انیمه سال را تعیین می‌کند. جایزه بزرگ انیمه از سال ۱۹۷۹ آغاز شد و اولین جایزه در شماره ۱۹۸۰ ژانویه اعلام شد، که به‌طور کلی هر سال در شماره ژوئن سال آینده اعلام می‌شود.